# 毛花荚蒾
毛花荚蒾（学名：Viburnum dasyanthum）为五福花科荚蒾属的植物，是中国的特有植物。分布在中国大陆的贵州、云南、广西、湖北、四川等地，生长于海拔600米至1,800米的地区，目前尚未由人工引种栽培。